# 聰島
聰島（丹麥語：Tunø）是丹麥的島嶼，位於卡特加特海峽，由中日德蘭大區負責管轄，長3.9公里、寬1.5公里，面積3.52平方公里，最高點海拔高度24米，2012年人口112。